# Alex Baldaccini
Alex Baldaccini (San Giovanni Bianco, 3 aprile 1988) è un fondista di corsa in montagna italiano.

## Biografia
Nel 2007 ha vinto un bronzo a squadre (arrivando invece settimo nella classifica individuale) ai campionati europei di corsa in montagna.
Si è classificato al decimo posto assoluto nella classifica generale della Coppa del mondo di corsa in montagna 2011, anno nel quale è anche arrivato quinto (vincendo però l'oro a squadre) agli Europei di corsa in montagna; l'anno seguente ha vinto l'argento a squadre (piazzandosi invece sesto nella classifica individuale) ai campionati del mondo di corsa in montagna; nello stesso anno ha anche vinto la medaglia di bronzo a squadre nei campionati europei di corsa campestre ed è arrivato secondo assoluto nella classifica generale della coppa del mondo di corsa in montagna.
Nel 2013 vince la medaglia d'argento ai campionati europei di corsa in montagna, dietro al compagno di nazionale Bernard Dematteis: nella medesima edizione, la formazione italiana vince inoltre anche la medaglia d'oro a squadre; nello stesso anno chiude inoltre al secondo posto nella classifica generale della coppa del mondo di corsa in montagna.
Nel 2014 chiude nuovamente sul podio della classifica generale della coppa del mondo di corsa in montagna, nella quale si piazza al terzo posto; nell'edizione successiva è invece settimo in classifica generale.
Nel 2015 vince una medaglia di bronzo individuale (ed un nuovo oro a squadre) nei campionati europei di corsa in montagna, mentre nel 2016 si piazza nono (ma vince la medaglia d'argento a squadre) nei campionati del mondo di corsa in montagna. Nel medesimo anno si piazza inoltre quinto nella classifica generale della coppa del mondo di corsa in montagna.
Nel 2017 vince la classifica generale della coppa del mondo di corsa in montagna; nel medesimo anno si classifica poi tredicesimo (e vince la medaglia d'argento a squadre) nei campionati europei di corsa in montagna.

## Palmarès
2007
- 7º ai campionati europei di corsa in montagna juniores ( Bronzo a squadre)
- 16º ai campionati del mondo di corsa in montagna juniores ( Bronzo a squadre)

2011
- 5º ai campionati europei di corsa in montagna ( Oro a squadre)
- 24º ai campionati del mondo di corsa in montagna ( Oro a squadre)

2012
- 6º ai campionati del mondo di corsa in montagna ( Argento a squadre)
- Bronzo a squadre ai campionati europei di corsa campestre

2013
- Argento ai campionati europei di corsa in montagna ( Oro a squadre)
- 11º ai campionati del mondo di corsa in montagna ( Argento a squadre)

2015
- Bronzo ai campionati europei di corsa in montagna ( Oro a squadre)

2016
- 9º ai campionati del mondo di corsa in montagna ( Argento a squadre)

2017
- 13º ai campionati europei di corsa in montagna ( Argento a squadre)

## Campionati nazionali
2007
- Oro ai campionati italiani juniores di corsa in montagna

2008
- 24º ai campionati italiani di corsa in montagna - 53'11"
- Bronzo ai campionati italiani promesse di corsa in montagna - 53'11"

2010
- 8º ai campionati italiani promesse, 5000 m - 14'58"65
- 15º ai campionati italiani assoluti di corsa in montagna
- Oro ai campionati italiani promesse di corsa in montagna

2011
- 31º ai campionati italiani di corsa campestre - 30'49"
- Bronzo ai campionati italiani di corsa in montagna a staffetta - 1h32'17"[2] (in squadra con Davide Milesi e Francesco Della Torre)

2012
- 9º ai campionati italiani assoluti di corsa campestre - 31'58"
- 4º ai campionati italiani di corsa in montagna

2013
- 9º ai campionati italiani assoluti, 10000 m - 30'11"32
- 7º ai campionati italiani assoluti di corsa campestre - 29'50"

2014
- 8º ai campionati italiani assoluti di corsa campestre - 31'03"

2015
- 4º ai campionati italiani di corsa in montagna - 38'36"[3]
- Bronzo ai campionati italiani di corsa in montagna a staffetta[4] - 2h03'44" (in squadra con Vincenzo Milesi e Paolo Gallo)
- Bronzo ai campionati italiani di corsa in montagna lunghe distanze

2016
- 4º ai campionati italiani di corsa in montagna lunghe distanze

2017
- Argento ai campionati italiani di corsa in montagna a staffetta[5] - 1h30'53" (in squadra con Francesco Puppi e Nadir Cavagna)

2018
- Oro ai campionati italiani di corsa in montagna a staffetta (in squadra con Francesco Puppi e Nadir Cavagna)

2019
- Bronzo ai campionati italiani di corsa in montagna

2020
- 6º ai campionati italiani di corsa in montagna
- Oro ai campionati italiani di corsa in montagna a staffetta (in squadra con Francesco Puppi e Nadir Cavagna)

2021
- Argento ai campionati italiani di corsa in montagna

2022
- Bronzo ai campionati italiani di trail corto

## Altre competizioni internazionali
2009
- 8º al Trofeo Vanoni ( Morbegno) - 30'51"
- 8º alla Skaala Uphill ( Loen)

2010
- 19º al Cross della Vallagarina ( Villa Lagarina)
- Argento alla International Snowdon Race ( Llanberis), 10 miglia - 1h09'10"[6]

2011
- 10º nella classifica generale della Coppa del mondo di corsa in montagna
- Oro al Trofeo Vanoni - 29'03"

2012
- Argento nella classifica generale della coppa del mondo di corsa in montagna
- Oro al Trofeo Vanoni - 28'21"[7]
- 13º alla BOclassic ( Bolzano) - 30'40"
- Oro alla Scalata dello Zucco ( San Pellegrino), 13 km - 1h01'18"
- Oro al Trofeo Città di Domodossola ( Domodossola) - 31'38"
- Oro al Cross Baia del Re ( Fiorano al Serio)[8]
- Bronzo alla Drei Zinnen Alpine Run ( Sesto)
- Oro alla Racchettinvalle ( Pragelato)
- Argento alla RedBull Dolomitenmann ( Lienz)

2013
- Argento nella classifica generale della coppa del mondo di corsa in montagna
- Oro a La Ciaspolada
- Oro al Trofeo Vanoni
- Oro al Trofeo Valli Bergamasche ( Leffe) - 31'48"[9]
- 44º alla Mezza maratona di Cremona ( Cremona) - 1h08'13"
- 6º alla Corrida di San Lorenzo ( Zogno), 8 km - 24'25"
- Oro alla Scalata dello Zucco ( San Pellegrino), 13 km - 1h02'59"
- Oro al Trofeo Cortinovis ( San Giovanni Bianco)[10] (in squadra con Vincenzo Milesi e Franco Zanotti)
- Oro alla Scalata alla Maddalena ( Brescia)
- Bronzo alla Smarna Gora ( Lubiana)
- Bronzo alla Grintovec ( Slovenia)
- Bronzo alla Montee du Grand Ballon ( Francia)
- Oro alla Neirivue-Moleson ( Svizzera)

2014
- Bronzo nella classifica generale della coppa del mondo di corsa in montagna
- Oro al Trofeo Vanoni
- Oro a La Ciaspolada
- Argento alla RunPar ( Parre), 6,5 km - 19'49"
- Oro al Cross della Badia ( Brescia)[11]
- Oro al Pompegnino Vertical Trail ( Vobarno), 10,8 km - 42'46"
- 6º al Vertical Kilometer ( Colere), 3,4 km
- Oro alla Scalata alla Maddalena ( Brescia)
- Bronzo alla Smarna Gora ( Lubiana)
- Argento alla International Muttersberglauf ( Bludenz)

2015
- 7º nella classifica generale della coppa del mondo di corsa in montagna
- Oro al Trofeo Vanoni - 28'48"
- Oro al Memorial Partigiani Stellina ( Susa)
- 4º al Fletta Trail ( Malonno), 21 km - 1h30'26"
- Oro alla Scalata dello Zucco ( San Pellegrino), 13 km - 1h02'35"
- Oro al Trofeo Morbegnese ( Morbegno), 7,8 km - 24'24"
- Argento al Trofeo Nasego ( Casto)
- Argento alla Smarna Gora ( Lubiana)
- Bronzo alla Castle Mountain Run Gundersen ( Arco)

2016
- 5º nella classifica generale della coppa del mondo di corsa in montagna
- Oro a La Ciaspolada
- Oro al Pompegnino Vertical Trail ( Vobarno)
- Oro alla Scalata della Pianca ( San Giovanni Bianco)
- Oro alla Val di Fassa Running ( Pozza di Fassa)
- 5º alla Thyon-Dixence ( Svizzera)

2017
- Oro nella classifica generale della coppa del mondo di corsa in montagna
- 18º al Giro al Sas ( Trento) - 31'08"
- 8º alla Corrida di San Lorenzo ( Zogno), 8 km - 24'39"
- Argento alla CorrInCentro ( Clusone), 6 km - 17'29"
- 4º alla Corri in Gandellino ( Gandellino), 5,6 km - 16'50"
- 6º al Cross della Valsugana ( Levico Terme) - 25'39"
- Argento al Trofeo Vanoni ( Morbegno), staffetta[5] - 1h30'53" (in squadra con Francesco Puppi e Nadir Cavagna)
- 4º al Trofeo Vanoni ( Morbegno) - 29'55"[5]
- Argento alla corsa in montagna Colere-Albani ( Colere) - 37'44"[12]
- Oro al Memorial Partigiani Stellina ( Susa)
- Oro alla 535 in Condotta ( Bordogna), 3 km - 17'12

2018
- 16º al Giro Media Blenio ( Dongio) - 31'00"
- 7º alla Tuttadritta ( Torino) - 30'22"
- 9º ai Diecimila di Presezzo ( Presezzo) - 31'57"
- 13º alla Cinque Mulini ( San Vittore Olona) - 36'44"
- 6º al Cross della Vallagarina ( Villa Lagarina) - 28'43"

2019
- Oro al Trofeo Vanoni ( Morbegno)[13], staffetta - 1h31'21"
- Bronzo al Trofeo Vanoni ( Morbegno) - 29'39"
- 20º al Campaccio ( San Giorgio su Legnano) - 32'08"

2020
- Argento al Trofeo Vanoni ( Morbegno), staffetta (in squadra con Francesco Puppi e Nadir Cavagna)

2021
- Oro alla Mezza maratona dell'Alpe di Siusi - 1h18'36"